# Brezje, Zagorje ob Savi
Brezje este o localitate din comuna Zagorje ob Savi, Slovenia, cu o populație de 143 de locuitori.